# 川勝継氏
川勝 継氏（かわかつ つぐうじ）は、戦国時代から安土桃山時代の武将。丹波の国衆。

## 略歴
『寛政重修諸家譜（重修譜）』によれば、川勝氏の本姓は秦氏で、秦河勝の後裔とされ、河勝（川勝）を家号としたという。
享禄4年（1531年）に生まれた。『重修譜』によれば川勝広継（光照）の子というが、天文18年（1549年）に三好方の丹波守護代・内藤貞勝（備前守）と戦っている川勝光隆の子ではないかともいう。
丹波国桑田郡・船井郡内を知行し、桑田郡今宮に住んで、室町幕府13代将軍・足利義輝に奉公衆として仕えた。
天正元年（1573年）、15代将軍・足利義昭と織田信長が対立すると信長に属した。信長の命を受けた長岡藤孝に従って、山城国の淀城攻め（第二次淀古城の戦い）に参加している。
天正3年（1575年）、信長より明智光秀の丹波派遣について知らされ、忠節を促されている。
天正4年（1576年）以後、明智光秀の与力となって丹波攻略に協力。継氏は同じ丹波の国衆相手に戦って、信長により戦功を賞された。
天正10年（1582年）6月に本能寺の変が起こると光秀には従わなかったらしく、同年9月9日には嫡男・秀氏が羽柴秀吉により丹波国何鹿郡内で3,535石を与えられている。以降は秀吉に仕えるが、すでに隠居していたらしい。丹波国桑田郡中山を与えられる。
慶長3年（1598年）、初めて徳川家康に謁見した。慶長5年（1600年）の関ヶ原の戦いでは秀氏・広綱が西軍に加わって田辺城の戦いに参加したため、細川忠興（三斎）の取り直しで川勝氏は改易こそ免れたが、継氏の所領（桑田郡中山）は没収された。
慶長7年（1602年）3月21日、死去。享年72。